# Wybory parlamentarne na Łotwie w 1990 roku
Wybory parlamentarne na Łotwie w 1990 roku odbyły się 18 marca 1990. Objęły terytorium Łotewskiej Socjalistycznej Republiki Radzieckiej i miały na celu wybór 201 deputowanych do jej Rady Najwyższej.
Były to pierwsze w sowieckiej Łotwie wybory, a nie głosowanie, ponieważ analogicznie do wyborów do Rady Najwyższej ZSRR w 1989 oraz innych rad republikańskich władze ZSRR dopuściły możliwość ubiegania się o mandat w okręgu kilku kandydatów. O 201 miejsc w Radzie Najwyższej konkurowały ze sobą opowiadający się za niepodległością kraju Łotewski Front Ludowy, prosowiecki Interfront (łot. Latvijas PSR Internacionālā Darbaļaužu fronte, Interfronte; ros. Интернациональный фронт трудящихся Латвийской ССР, Intiernacionalnyj front trudiaszczychsia Łatwijskoj SRR), a także mniejsze ugrupowania: Partia Zielonych, Łotewski Narodowy Ruch Niepodległości (LNNK) oraz Centrum Inicjatywy Demokratycznej.

## Wybory
W pierwszej turze wyborów w dniu 18 marca 1990 wzięło udział 1,59 mln uprawnionych do głosowania, co dało frekwencję na poziomie 81,25%. Wybory uzupełniające przeprowadzono 25 marca oraz 1 i 29 kwietnia 1990. Większość miejsc w Radzie Najwyższej objęli przedstawiciele Frontu Ludowego (131), drugą co do wielkości grupą byli interfontowcy (55), którzy przekształcili się w klub poselski "Równouprawnienie" (łot. Līdztiesība; ros. Равноправие, Rawnoprawije). Przewodniczącym Rady Najwyższej został wybrany ponownie komunista Anatolijs Gorbunovs, a premierem kraju – Ivars Godmanis. Obaj opowiadali się za niezależnością kraju od ZSRR. W okresie funkcjonowania Rady (1990–1993) doszło do odzyskania niepodległości przez państwo łotewskie oraz przywrócenia konstytucji przedwojennego państwa. 4 maja 1990 Rada wydała deklarację o odnowieniu niepodległości Republiki Łotewskiej, a 21 sierpnia 1991 ustawę konstytucyjną "o statusie państwowym Republiki Łotewskiej" która otwierała drogę do faktycznego uzyskania przez Łotwę niepodległości.
- Szczegółowe wyniki wyborów:

| Partia polityczna | Partia polityczna                         | Liczba głosów | %     | Liczba mandatów |
| ----------------- | ----------------------------------------- | ------------- | ----- | --------------- |
|                   | Front Ludowy                              |               | 68,2% | 131             |
|                   | Komunistyczna Partia Związku Radzieckiego |               | 21,5% | 55              |
|                   | Niezależni                                |               | 10,3% | 15              |
|                   | Razem                                     |               | 100%  | 201             |

Frekwencja wyborcza wyniosła 81,3%

## Upamiętnienie
16 marca 2010 prezydent Valdis Zatlers zaprosił na uroczystości w Sali Herbowej Pałacu Prezydenckiego 146 posłów do Rady Najwyższej Łotewskiej SRR oraz tych łotewskich deputowanych ludowych Rady Najwyższej ZSRR, którzy w 1990 opowiedzieli się za niepodległością kraju, w tym przewodniczącego frakcji parlamentarnej Ludowego Frontu Łotwy Jānisa Dinevičsa.